# 模型航空機の安定
模型航空機の安定（もけいこうくうきのあんてい）では、全飛行期間にわたり操縦を行なわない模型航空機の自律安定飛行について記述する。

## 概要
模型航空機は、ジョージ・ケーリーのグライダー、アルフォンス･ペノーのゴム動力機に始まり、20世紀初頭以降はホビー・スポーツとして発展した。当初の模型航空機は、操縦の手段を持たなかったため、自律安定飛行の技法が進歩、蓄積された。
1940年ころに、ラジオコントロール（ラジコン）やコントロール・ライン（Uコン）のような操縦技術が開発され、20世紀後半以降はそれが普及して多数派になっていくが、従前の操縦を行なわない機種も依然として存在し、その技術も継続して進歩している。
現在、非操縦型模型航空機はフリーフライト（以下「FF」と表記）と呼ばれている。FF模型機は、基本的には「地上と機体との間に物理的関係が無い」飛行を行う。言い換えれば、「固定された釣り合いによる、自律安定のもとに飛行する」航空機である。
FF模型機の場合はいかなる場合も操縦によって姿勢を修正されることが無い。長時間にわたって種々の擾乱に繰り返し耐えて、自力で復元することが要求される。擾乱要素である突風の影響の強さは、機体の飛行速度に対する相対速度に比例するから、飛行速度が実機の1/10以下の模型機は常に台風並みの荒天に曝されていることになる。加えて、実機より小さい模型機は出力や翼面積に対して相対的に軽く、運動性が良い。実物飛行機では例外的である飛行も簡単に行なえるから、飛行状況の範囲が広く、それに対処する安定性の範囲も広く必要になる。従って、安定性はきわめて大きく設計される。
実機の用途は2点間の交通手段であるので、直線飛行が定常状態であり、安定もこの状態を基準として考慮される。これに対して、FF模型機は、狭い場所で飛行することを前提としており、直線飛行より複雑な旋回飛行が定常状態として安定が考慮される。
したがって、FF模型機の安定設計は実機と区別され、仕様数値は大きく異なる。
高度なラジオコントロール（RC）模型航空機は、実機と同様な操縦システムによって操縦され、酷似した挙動を行ない、実機の安定理論・操縦法によって分析される。コントロール・ライン（CL）模型機は、ピッチング（機首の上下）のみの操縦が可能な模型機種であり、その挙動については実機の縦安定ならびに縦の操縦性によって分析できる。

## 各種安定に関する用語の定義と内容
- 静安定と動安定
- 縦安定
- 横安定
- ピッチング、ローリング、ヨーイング
- スパイラルダイブ、ダッチロール

## 模型航空機の縦安定
FF模型機では、飛行調整のはじめに縦安定を固め、まっすぐに飛び、波状飛行（ピッチング）や、突っ込み飛行（ダイブ）をさせないようにする。
縦安定は水平尾翼で保つが、その効き方の大きさは、水平尾翼容積比と重心位置で決まる。
- 水平尾翼容積比の計算式

水平尾翼容積比＝（水平尾翼面積/主翼面積）×後モーメントアーム
水平尾翼面積＝水平尾翼容積比×（主翼面積/後モーメントアーム）
但し、後モーメントアーム＝後モーメントアーム長/空力平均翼弦長（≒平均翼弦長）
水平尾翼容積比の値が大きければ、縦の静安定性は大きい。 安定を崩す原因は主翼であり、（水平尾翼面積/主翼面積）が大きく、モーメントアームが長ければ、復元モーメントは大きく、安定性は向上する。
実機あるいはRC機のように、操縦を行って安定を保つ固定翼航空機（飛行機とグライダー）では、重心位置は概ね主翼の風圧中心位置の空力平均翼弦の25%付近にあり、大幅に動かされることは無い。従って、上記の水平尾翼容積比の計算式（安定を示す公式）においても重心位置の影響は捨象され、変数に含まれていない。
これに対してFF模型機では、尾翼に揚力を負担させ、重心位置を50～100%まで後退させている。この理由は後述するが、重心が後退するほど不安定となる。これに対処するために、重心位置を後方に置く設計ほど大きな水平尾翼容積比を使用し、その値が実機の数倍に達するものもある。実機の水平尾翼容積比は0.5未満であるが、FF模型機では1.0～1.5であり、最高は2.0に近い。

### 揚力尾翼
FF滞空競技機では、一般に揚力尾翼を使う。実機の水平尾翼は平板か対称翼で、水平定常飛行の時には原則として揚力を発生していない。フリー・フライト機の水平尾翼の翼型は、上面が膨らんだ普通の形で、下面が凹んだアンダーカンバー付のものさえある。名前の通り、水平尾翼は揚力を発生し、主翼の役割を分担して、沈下速度の低減に貢献している。
但し、発生する揚力係数は主翼の30%程度であり、国際級のように主翼と尾翼の合計面積が制限されている場合は、尾翼を小さくして主翼の面積配分を増やすのが有利になる。現在の国際級フリーフライト機の水平尾翼面積は、主翼の15%くらいであり、主翼面積を4～5%増やしたことに相当する。1950年代の水平尾翼は、主翼の30%くらいで現在の2倍くらい大きく、10%近く有効翼面積が増えた。

### 動力モードと滑空モードの安定の両立
FF模型機は、短時間の動力飛行によって高度をとり、後は滑空飛行によって滞空時間を稼ぐという、2つの飛行モードを含んでいる。動力モードでは、飛行速度が大きくなり、機首を上げて安定を損なう場合が多い。これを防ぐために揚力尾翼が採用された。
プロペラの後流は飛行速度よりも10～20%速いため、この中に入る翼はそれだけ大きな空気力を発生する。一定の太さのプロペラ後流にさらされる部分の割合は、主翼は小さく、尾翼は大きい。したがって、尾翼のほうが相対的に大きな揚力の増加を生じ、機首下げモーメントが発生し、安定して上昇できる。
1960年代に、タイマーによって動力飛行時だけ水平尾翼の取り付け角を減らし、下げ舵にする技法が使われるようになった。これをVIS（バリアブル・インシデンス・スタビライザー：可変迎え角水平安定板）またはVIT（～テイル：～尾翼）と呼ぶ。この技法によって動力飛行時の機種下げモーメントが増強されたので、以降の水平尾翼面積は小さくなった。

### 水平尾翼容積比と重心位置の関係
一般的な翼型の風圧中心の移動は、揚力係数（CL）が小さくゼロの近いとき45%くらい、失速に近いとき25%くらいである。FF滞空競技機は、沈下が最少になるような釣り合いで飛行するので、CL値は最大CLに近く、風圧中心は25%より少し後になる。揚力尾翼でない模型機の重心位置は、一般に30%とか、前から1/3くらいとか言われている。
揚力尾翼導入以来、重心位置の後退がはじまり、現在の「FF模型飛行機独特の重心位置」になった。それ以前は、重心位置が固定されていたから、水平尾翼面積（主翼面積に対する比率）も固定的で良かった。然るに、重心位置が後退していくと、主翼の風圧中心との距離が様々になり、それに対応すべく「水平尾翼容積比」と重心位置の関連が求められた。
この関係は、基本的には
- 必要な水平尾翼容積比＝定数A+定数B×（重心位置%-25%）

の形になる。 定数Aは、重心位置と主翼風圧中心が一致しているとき（実機・スケール機など）の安定を保つために必要な水平尾翼容積比で、ある安定水準を想定すれば一定になる。 定数Bは、重心が後退することによって不安定化の原因となる主翼のモーメントアームが長くなり、それによる不安定モーメントに対処するための追加要素である。これもある安定水準を想定すれば一定になり、追加する水平尾翼容積比は重心位置の後退距離に比例する。この関係を、グラフ（横軸：重心位置、縦軸：水平尾翼容積比）に表すと、右上がりの直線になり、想定する安定水準によって上下にシフトする。

## 模型航空機の横安定
FF模型機の上反角は10～15度に及び、一般に高翼（胴体の上に翼が付く）である。実機の上反角は、その半分以下で、一般に低翼（胴体の下に翼が付く）である。高翼の場合、翼に対して重心位置が低く、横滑りのときに翼の下側の気流がせき止められるので、上反角の効きが良い。低翼はその逆になるので、上反角の効き方の差は角度の違いよりもさらに大きい。
定常飛行をしているときに片側に傾き、あるいは方向が偏れた場合の、自動的な回復は横安定の効果である。この「定常飛行」は、実機においては直線水平飛行であるが、フリーフライト模型機の場合は旋回上昇飛行または旋回降下（滑空）飛行であり、実機よりも複雑な釣り合い状態にある。
フリーフライト模型機が旋回飛行を常態とする理由は、一定の広さの場所から飛び出さないで長時間の飛行を行なうためである。滞空時間が短かった草創期においては、実機と同じ直線飛行であったが、1940年代を境として旋回飛行への転換が行なわれた。より複雑なつりあい状態となったため、これを自律安定させるために多くの試行錯誤が行なわれ、F.ザイクは「旋回気流理論」という長文の論文（参考文献に提示）を発表している。
FF模型機の横安定の目的は、スパイラル・ダイブ（螺旋不安定）、あるいはダッチ・ロールのような不安定状態に陥らないようにすることである。両不安定状態は対極にあり、上反角の大きさと、垂直尾翼面積の相対関係が不適当であるときにいずれかに陥る。
上反角と垂直尾翼面積の両効果を別々に考えると、ロール・ヨーに関して安に働くが、両効果は同時に生じ、その量的なバランスが適当でないと、上記のトラブルを生ずる。上反角過小の場合はスパイラル・ダイブ、垂直尾翼過小の場合、ダッチ・ロールを生ずる。

### 定常飛行の直線飛行より旋回飛行への移行
戦前の「コルダ」機（米：1939年ウエークフィールド級世界選手権機）、「フィロン」機（仏：1937年同左）、戦後の「エリラ」機（スウェーデン：1949年同左）、「ゼーマン」機（西独：1955年同左）、さらに現在の同級機と、歴代のW級/F1B級機の垂直尾翼を並べてみると、年々小さくなっている。他方、上反角は昔のほうが小さく、効きの悪い1段上反角設計も散見される。つまり、旋回飛行が強く意識されていない時代の機体は、現在よりも構造的にスパイラル・ダイブに入りやすかった。
このような設計のまま、一般的には横安定にかかわる知識が不十分な状態で、フリーフライト模型機の定常飛行形式が旋回に変わったため、転換期の1940年代はスパイラル・ダイブの事故が多かった。

### 上反角と垂直尾翼面積の相対関係の変遷
滞空競技用フリーフライト機の上反角の大きさは、長期的に大きな変動はない。大昔は小さかったが、一時的に過大になった時期があり、現在はまた小さくなりつつある。滞空性能に対する効率からすれば小さいほうが望ましいので、調整の技術が進めば減少する。また、前述した戦前以来の垂直尾翼の変遷に見るように、昔に比べると垂直尾翼の面積は大幅に減少している。したがって、上反角が減っても相対的には垂直尾翼面積が減少している。

### 垂直尾翼面積の決め方
フリーフライト模型機の上反角と垂直尾翼面積のバランスに対して、信頼できる定量的な計算式は存在しない。
上反角に対しては、ロールの安定性からおおむね10度前後といわれる経験率が存在する。上反角の効きに影響する空力的･重力的な付加物が無いので、ばらつきは小さい。これに対して、垂直尾翼面積に対しては、主翼のスパンが影響し、胴体とその付加物の前後方向の面積分布も影響するから、一概に決められない。
水平尾翼と同様に、関係する仕様から平均的な比例定数（容積比）を使って、「適当」な垂直尾翼面積を算出する公式はある。FF模型機の垂直尾翼容積比は0.1くらいであるが、上記のような修正要素をいろいろと加えて判断する必要がる。
- 垂直尾翼面積＝垂直尾翼容積比×主翼面積×（スパン/後モーメントアーム）

同級機のデータが多数あるときは、主翼面積との比率の平均値を計算して、それを基にして算出するほうが実務的。
- 垂直尾翼面積＝主翼面積×定数（大略5～10%）

### 垂直尾翼面積に影響する要因の具体例
前方にある胴体側面積の一例として水上機のフロートの影響は大きく、それを修正するために原型の陸上機より大きな垂直尾翼を付けた例が多い。
昔のゴム動力機は、ゴムが無制限であり、胴体の後端まで大量のゴムを搭載した。そのバランス上、機首は長くなり、重心位置は胴体全長の半分弱まで後退していた。加えて、太い胴体であったので、重心前方に大きな側面積が生じた。また、離陸発航のために大きな車輪の付いた固定脚が機首に付いた。これらはいずれも方向安定を悪くする要因で、大きな垂直尾翼を必要とする。
実務的には、主翼の上反角の角度を変更することは、強度が必要な部分を正確に取り付けなおす大工事である。これに対して垂直尾翼の面積の増減は手軽に行なうことができる。 したがって、フリーフライト模型機のスパイラル・ダイブとダッチ・ロール間の調整、言い換えれば上反角の大きさと垂直尾翼面積のバランス修正は、垂直尾翼面積の増減によって適当な妥協点を探られる場合が多い。

### 旋回気流理論
旋回飛行を行っている場合、旋回内側の主翼の軌跡は、外側よりも旋回半径が小さく、従って速度も遅い。だから、そのままでは旋回内側の揚力が不足するわけで、実機の場合は内側のエルロンを下げて釣り合いを取る。つまり、旋回に入れるときこそ内側のエルロンを上げて旋回側にバンクさせるが、一旦旋回に入ったならば、上記のように逆に当てて内側へのバンクが増えないように維持する。 FF模型機の場合は操縦が出来ないので、僅かの内すべりと大きな上反角によって、旋回内側主翼の迎え角を増やして、それ以上傾かないように保持する。FF模型機では常時、旋回の中心に向かう横滑りをしながら「定常旋回」を行なわざるを得ない。
旋回飛行の場合、機体の進路は円周になり、主翼・尾翼に当たる相対的な気流の向きも円周になる。その結果、バンクした水平尾翼には下側から気流が当たり、直線飛行のときと比べて迎え角が増え、下げ舵を切った場合と同様になる。旋回によって尾翼の迎え角が増える量は、旋回半径あるいは飛行円周に比べて機体の後モーメント長が大きいほど、また急旋回のためにバンク角が大きいほど、大きくなる。 
直線飛行で、適切な釣り合いの重心位置・取り付け角差（主翼の取り付け角と水平尾翼の取り付け角の差）である機体を、そのまま旋回させたとする。この場合、旋回気流による水平尾翼の迎え角の増加が生じ、実質的な取り付け角差の減少が起こる。従って適当な釣り合いより機首を下げ、沈下は理想状態よりも増加する。
実機の場合は、旋回飛行を継続する場合、操縦桿を中立位置より引いて上げ舵をとり、機首の保持を図る。急旋回の場合は大きな上げ舵をとる。 FF模型機の場合は、水平尾翼の取り付け角を減らして同様な効果を生じさせるが、このように調整された機体に直線飛行をさせると、上げ舵を取った状態となり、ピッチング（波状飛行）を行なう。

## 安定に影響する揚力以外の要因

### 重量分布の影響
同じ長さの胴体、同じスパンの翼であって、モーメントアームの長さが同一であっても、重量配分によってその振動の挙動が異なり、安定に影響する。
縦安定に関しては、この要因が新旧のゴム動力機の設計に鮮明に現れている。1950年代前半の規定では動力ゴムは無制限であり、150g以上のゴムが胴体全長にわたって搭載された。胴体の全長は1600mm以上に達し、後ろモーメントアーム（主翼と水平尾翼の距離）はその半分くらいであった。現在（2008年）の規定では、動力は制限され少量のゴムは機体の先端部に搭載される。また、重く精巧なプロペラやハイテク制御システムも機体の先端部に搭載され、胴体尾部は細く軽いパイプになった。つまり、重量物は機体の先端部の重心の近くに集中して搭載されるようになった。胴体の全長は大幅に短縮されたが、機首が重く、尾部が軽くなったので後ろモーメントアームの長さは昔とあまり変わらない。
主翼と尾翼を一定の長さの腕で結合した「空力的安定系」としては、両方とも同じ条件であるが、現実に飛行して気流の擾乱にゆすぶられた場合、両者の反応は異なる。前の胴体は、長さが1600mm以上あり、重量200gが均等に分布している棒であるのに対し、後者の胴体は全長・重量共に20%以上小さく、重量物は重心付近に集中している。だから、前者の慣性モーメントは大きく、小擾乱では揺れにくいが大擾乱で揺れ始めると止まらなくなる。加えて重量の大半は、自身が揺れる自由度を持つゴム束であるので、共振を起こして機体の揺れを増幅する。後者はその反対であり、揺れても減衰が早い。
このように、縦揺れに対して、寸法仕様では同じであっても、大気の擾乱に対する挙動は大きく異なり、それに対処するために前者（昔の機体）の水平尾翼面積は後者（現在の機体）の2倍くらいである。
横（ローリング）安定に関しては、上記と逆の現象が生じている。 前者は、スパン1m強で、重量20gくらいの主翼であったのに対して、後者の主翼重量は50～60g、スパンは1600mmくらいで、ローリングの慣性モーメントは大幅に増大している。したがって、ローリングに対する挙動は昔のほうが軽やかであった。

### 胴体の側面積の影響
横安定、特に上反角の効果に対して、胴体の側面積は影響する。 太い角胴機に上反角のついた主翼を取り付けた場合、高翼と低翼では効きが数度分違う。中翼やライトプレーンのような単独翼に近い場合はその中間の効きになる。 また、方向安定にしても、細い棒の胴体に最小限の垂直尾翼が付いた場合と、胴体（特に機首部分）に側面積があり、その不安定効果を補正するだけ垂直尾翼を大きくした場合と比べると、数値上の方向安定が同じであっても後者のほうが飛ばしやすい。胴体に側面積を付け、垂直尾翼を拡大すれば、機体の表面積が増えて摩擦抵抗が大きくなるが、実用性能は向上する。

### 抗力の大小と速度安定
飛行方向が下向きに変わった場合など、機体を加速する条件が生じたとき、抗力が少ない設計ほど加速しやすく、飛行速度が変動しやすい。縦安定でとりあげたピッチング（波状）飛行の場合、抗力の少ない設計、言い換えれば高性能な機体ほど、大幅な速度変化が誘発され、ピッチングが収まりにくい。つまり、「速度安定」が悪いことになる。飛行機やグライダーの高性能化の手法としては抗力の削減が最重要であるが、上記のような速度不安定に起因する問題に対処する必要がある。
フリーフライト滞空機の場合、昔は厚さが10%前後の揚力の大きい、同時に抗力も大きい翼型が選好された。当時は主翼以外の機体各部の抗力も大きかったので、この選択は合理的であった。その後、機体全体の洗練化・抗力削減が進み、翼型も厚さが6%くらいで抗力が小さいものが選好されるようになった。この過程で、機体の抗力は大幅に小さくなり、速度不安定に起因する悪性のピッチング問題を解決する必要があった。飛行現場で調整を行なう場合、古い高揚力・高抗力・低速型の翼型のほうが、鈍感であり扱いやすい。
室内や公園で飛ばす「トイ級RC機」は、エレベーター無しで、モーターの回転で上昇と下降を制御している。この制御法のとき、速度不安定に起因するヒゴイド振動やポーポイジングを起こしやすいが、対策として機体の抗力を故意に増やす方法が採られている。